# Vogelsang (Name)
Vogelsang ist der Name folgender Personen:
- Bernhard Vogelsang (1895–1970), Bremer Bürgerschaftsabgeordneter (SPD)
- Betina Vogelsang (* 1963), deutsche Filmeditorin
- Carl von Vogelsang (1900–1977), deutscher Journalist und Schriftsteller
- Carl Clemens Vogelsang (1830–1885), deutscher Augenarzt
- Christian Jakob von Vogelsang (1703–1785), Gouverneur der Provinz und Festung Luxemburg sowie k.k Feldzeugmeister
- Christoph Vogelsang (* 1985), deutscher Pokerspieler
- Dieter Vogelsang (* 1943), deutscher Radrennfahrer
- Erika Vogelsang (* 1995), niederländische Tennisspielerin
- Ernst Vogelsang (1911–1942), deutscher Kapitänleutnant und U-Boot-Kommandant im Zweiten Weltkrieg
- Franz Vogelsang (1899–1979), deutscher Politiker während des Nationalsozialismus und Regierungspräsident in Aachen
- Fritz Vogelsang (Leichtathlet) (* 1932), Sprinter aus der Schweiz
- Fritz Vogelsang (General) (1915–2009), deutscher Brigadegeneral
- Georg Vogelsang (1883–1952), bayerischer Volksschauspieler
- German Vogelsang (* 1940), deutscher Journalist und Zeitungsverleger
- Gertrud Vogelsang (1911–1946), Wuppertaler Widerstandskämpferin
- Günter Vogelsang (1920–2015), deutscher Manager
- Heinrich Vogelsang (1862–1914), deutscher Kaufmann und Expeditionsleiter
- Heinrich Vogelsang (Fabrikant) (1838–1919), deutscher Fabrikant
- Heinz Gerhard Vogelsang (1940–2011), deutscher Verschwörungstheoretiker
- Hermann Vogelsang (Geologe) (1838–1874), deutscher Mineraloge, Petrograph und Geologe
- Hermann Vogelsang (Politiker, 1879) deutscher Politiker (Zentrum)
- Hermann Vogelsang (Politiker, 1897) (1897–1985), deutscher Politiker (SPD)
- Hermann Müller-Vogelsang (1887–1975), deutscher Maler
- Hinrich Vogelsang (* 1956), deutscher Jurist und Richter am Bundesarbeitsgericht
- Irmgard Vogelsang (1946–2019), deutsche Landespolitikerin (Niedersachsen) (CDU)
- Isabell Vogelsang (* 1988), deutsche Schauspielerin
- Joy Vogelsang (1935–2021), US-amerikanische Tänzerin und Choreographin
- Johannes Vogelsang (1892–1987), deutscher Politiker (KPD/SED) und Widerstandskämpfer gegen den Nationalsozialismus
- Jonas Vogelsang (* 1989), deutscher Jazzmusiker
- Kai Vogelsang (* 1969), deutscher Sinologe
- Karl von Vogelsang (1818–1890), österreichischer Publizist und Sozialreformer
- Karl Vogelsang, Pseudonym von Max Hoffmann (Schriftsteller) (1858–nach 1912), deutscher Lehrer, Schriftsteller und Übersetzer
- Karl Vogelsang (Geologe) (1866–1920), deutscher Oberberg- und Hüttendirektor
- Karl Vogelsang (1932–2006), deutscher Maler und Textildesigner
- Kurd Vogelsang (1901–1991), deutscher Ophthalmologe
- Kurt Vogelsang (1925–2015), deutscher Politiker (SPD)
- Lucas Vogelsang (* 1985), freier Autor und Journalist
- Ludwig von Vogelsang (1748–1822), k. k. Feldzeugmeister
- Otto Vogelsang-Weber (* 1940/1941), deutscher Heimatforscher
- Reinhard Vogelsang (* 1939), deutscher Archivar und Historiker
- Rolf Vogelsang (* 1945), bremischer Politiker (SPD)
- Sören Vogelsang (* 1984), deutscher Musiker
- Stefanie Vogelsang (* 1966), deutsche Politikerin (CDU)
- Theo Vogelsang (* 1990), deutscher Fußballspieler
- Theodor Vogelsang (1878–1955), deutscher Missionar in Australien
- Thilo Vogelsang (1919–1978), deutscher Historiker
- Walter Vogelsang (* 1923), deutscher Fußballtorwart
- Werner Vogelsang (1895–1947), deutscher Politiker (NSDAP)
- Wilhelm Vogelsang (1877–1939), deutscher Unternehmer
- Willem Vogelsang (1875–1954), niederländischer Kunsthistoriker